# Alessandro Micalizzi
Alessandro Micalizzi (Messina, 7 luglio 1984) è un militare italiano, carabiniere insignito della medaglia d'oro al valor civile.